# Scuola del Cristo
La Scuola del Cristo officiellement Schola del Santissimo Crocefisso abritait une école de dévotion et de charité de Venise. Elle est située rio terà drio la chiesa en Contrada San Marcuola dans le sestiere de Cannaregio.